# Liocarcinus subcorrugatus
Liocarcinus subcorrugatus is een krabbensoort uit de familie van de Polybiidae. De wetenschappelijke naam van de soort is voor het eerst geldig gepubliceerd in 1861 door A. Milne-Edwards.